# Kingspade
Kingspade ist ein US-amerikanisches Rap-Duo bestehend aus den Mitgliedern der Kottonmouth Kings (KMK) Johnny Richter (Timothy McNutt) und D-Loc (Dustin Miller).

## Geschichte
Kingspade debütierte 2003 mit dem Track The Adventures of This auf der Subnoize Rats Compilation. Ein Jahr später wurde das sechste Album Fire It Up der Kottonmouth Kings veröffentlicht, das zwei Bonustracks enthielt. Einer davon war ein neuer Kingspade-Track mit dem Titel High Riders. Auf diesem Track wurde angekündigt, dass noch im selben Jahr ein Kingspade-Album veröffentlicht werden sollte.
Im Sommer 2004 wurde das selbstbetitelte Debütalbum von Kingspade veröffentlicht. Dieses Album enthielt die Titel Drunk in the Club und das zuvor veröffentlichte High Riders. Nach dieser Veröffentlichung gingen sie auf Tournee, bis sie mit der Arbeit am nächsten Kottonmouth-Kings-Album begannen. 
Im Jahr 2005 veröffentlichten die Kottonmouth Kings das Album Joint Ve, das zwei neue Kingspade-Tracks enthielt. Außerdem enthielt es eine Anzeige, in der angekündigt wurde, dass im Juni 2006 ein neues Kingspade-Album erscheinen würde. Das vierzehnte offizielle Album der Kottonmouth Kings, Koast II Koast, wurde ebenfalls mit einer Anzeige beworben, in der es hieß, dass das Album im Spätsommer 2006 erscheinen würde. Diese Information erwies sich jedoch als falsch. Bis zur Veröffentlichung von Hidden Stash III der Kottonmouth Kings, das einen neuen Kingspade-Song mit dem Titel That's How It Goes enthielt, hörte man monatelang nichts von dem Album oder Kingspade. Ein paar Monate später wurde bekannt gegeben, dass Kingspade auf der The Joint is on Fire Tour der Kottonmouth Kings auftreten würde. Außerdem wurde bekannt gegeben, dass Kingspades zweite Veröffentlichung, P.T.B., am 24. April 2007 erscheinen würde.
Kingspade schloss sich dann den Kottonmouth Kings auf deren StrangeNoize Tour an. Auf dieser Tour traten Tech N9ne, Hed PE, Blaze Ya Dead Homie und SubNoize Souljaz auf. 
Im März 2013 gab Daddy X, Mitglied der Kottonmouth Kings, bekannt, dass sie das Label SubNoize verlassen und ein neues Label gründen würden. Ein paar Tage nach der Ankündigung wurde bekannt, dass das Label United Family Music heißen würde. Im Oktober 2013 gab Johnny Richter über Twitter bekannt, dass er offiziell nicht mehr Teil der Kottonmouth Kings ist. In seinen Kommentaren erklärte er außerdem, dass er sich nicht sicher sei, ob er mit der Musik weitermachen würde. Dies führte zu Unstimmigkeiten zwischen den Mitgliedern, wodurch auch gleichzeitig Kingspade als Projekt pausiert wurde. Im Dezember 2013 veröffentlichte Johnny Richter sein zweites Soloalbum mit dem Titel FreeKing Out EP auf SubNoize. D-Loc veröffentlichte im Dezember 2013 ein Soloalbum mit dem Titel Bong Tokes & Love Notes EP. Die Kottonmouth Kings veröffentlichten mit der CD Buddah Shack EP ihr erstes Album ohne Johnny Richter seit 1999. Die Gruppe veröffentlichte am 28. August 2015 ein letztes Studioalbum mit dem Titel Krown Power. 
Am 2. Dezember 2017 wurde über Instagram ein Bild hochgeladen, das D-Loc und Johnny Richter wieder vereint zeigte und auf Entwicklungen bei Kingspade hindeutete. Außerdem wurde ein Kingspade-Instagram-Account eröffnet und eine Ankündigung von D-Loc gemacht, dass er eine Dokumentation über die Gründung der Gruppe, ihre Karriere und den aktuellen Status der Gruppe zusammenstelle. 
2019 wurde die Single Who we veröffentlicht.